# OpenMoko
Pour les articles homonymes, voir Openmoko (homonymie).
OpenMoko est un système d'exploitation GNU/Linux conçu par la société Openmoko pour fonctionner sur les smartphones Neo1973 et Freerunner. Dérivé de la distribution Ångström, OpenMoko n'est plus maintenu par le projet dont il est né, mais reste un logiciel libre disponible.
Il est parfois appelé FreeRunner, probablement en référence au smartphone Neo FreeRunner.

## Histoire
Le système OpenMoko GNU/Linux a été développé dans le cadre d'un projet financé par la société First International Computer, puis maintenu par la société Openmoko, laquelle s'est constituée en 2008 après la réalisation du système et la fabrication du smartphone Neo1973.

## Plate-forme de logiciels libres
Le système est notamment constitué d'un noyau Linux, d'un serveur X, du gestionnaire de fenêtres Matchbox, d'un environnement graphique reposant sur GTK+ et du serveur de données Evolution. Il est soutenu par la Free Software Foundation et devient au fil des mois une véritable plate-forme de logiciels libres, notamment depuis le support du smartphone FreeRunner par une version de Debian GNU/Linux distribuée avec le système de gestion de paquets ipkg. Il apparait pour certains hackers comme un environnement de programmation dédié au smartphone FreeRunner.